# 楊崢
楊崢（英文名 : Vanessa YEUNG-Tsang，1972年1月23日—），出生於上海，香港著名模特兒、專欄作家、電台和電視節目主持及形象指導。精通多國語言，包括法文和韓文，也能说流利粵語、英語、普通話。楊崢常以兩文三語擔任司儀和主持工作。

## 個人簡介

### 模特兒生涯
楊崢畢業於聖馬可中學及香港嶺南大學工商管理系，初中時透過朋友介紹接拍廣告，在1995年超級模特兒大賽奪冠而投身模特兒行業。其後獲設計師Vivieene Tam邀請到紐約行Show，獲第二大經理人公司Ford簽約成旗下模特兒，並搬往紐約居住。定期出席巴黎、倫敦、米蘭時裝週，曾演出Hermes、Chanel、Sophia Kokosaiaki等時裝表演。
其後回流香港，定期參與香港貿發局舉辦的香港時裝節和多個品牌的時裝表演，也有為節目擔任主持，積極發展模特兒和演藝事業。

### 影視作品
除了在天橋上穿梭，楊崢亦參與主持及電影演出，她曾經為多個節目主持及參與多套電影拍攝，於2003年首次為亞洲電視主持資訊節目《開心大發現》，從而踏足演視圈。她於2006年參加電視節目《美女廚房》，在「天堂地獄爭霸戰」中取得第二名，之後為無線電視主持多個生活、美食和資訊節目，於2006年及2008年主持《更上一層樓》、於2007年主持《蔡瀾逛菜欄》及於2010年主持《中華福地》等。2013年10月，她為now寬頻電視主持《星級生意經》，專訪名人嘉賓經營生意的心得。

### 專欄作家
楊崢喜歡寫作與美食，而且常在各大報章、雜誌發表中、英文散文，遊歷文章。早於1996年，首次替《文匯報》撰寫專欄，開始寫作生涯。楊崢的文章曾出現於《Elle》、《Marie Claire》 、《Cosmopolitan》等國際女性月刊。亦定期為潮流品味月刊《ZIP》、生活品味月刊《Lisa味道》、經濟日報《etnet》及發行超過50萬份的《晴報》撰寫專欄，更曾於旅遊生活雜誌《U Magazine》撰寫飲食專欄。
此外，她也推出了2本作品，2002年底楊崢推出了她的首本自傳式作品《2555天》，講述她作為模特兒7年的見聞與她的成長經歷。
2012年5月，楊崢用了3年時間，獨自走遍巴黎、倫敦、紐約、三藩市、洛杉磯、里昂、阿姆斯特丹等十多個城市，吃過了幾百道米芝蓮菜式，求教數十位米芝蓮大廚，出版首本有關米芝蓮餐廳的飲食書《For Two in 32 minutes　把米芝蓮廚藝帶回家》。當中精選其中26位米芝蓮大廚的訪問，示範了53個星級食譜。並在美食家世界食譜大獎《Gourmand Awards 2013》的個人首本食譜組別中奪得亞軍。
2014年,她更作出新嘗試,於太陽報首次撰寫體育版世界杯專欄。
2015年12月起,於晴報撰寫《星期五楊崢》專欄。
2018年6月起,於蘋果日報撰寫《楊崢心導遊》專欄。

### 電台節目主持
楊崢曾經與丘凱敏一起主持香港電台第二台廣播節目《夏娃．瑪利亞》，邀請名人嘉賓到節目分享對愛情的看法。2012年8月27日起，她在商業電台第一台主持節目《一圈圈》，除藝人專訪外，亦主理《韓圈中的楊崢》、《粉紅年代》和《賞味世代》環節。

### 韓國
於2008年4月，楊崢與新華旅遊及韓國觀光公社合作，以「時尚扮靚、美食溫泉」為主題，帶團往釜山及首爾，邊遊玩邊分享時裝潮流、走天橋和烹飪心得。2012年4月，她獲韓國飲食觀光協會邀請參加韓國觀光美食節，獲委任國際榮譽大使，推廣韓國美食文化。同年10月， 她獲韓國文化部邀請參加2012釜山國際電影節，並在韓國文化美食體驗館學習烹飪韓式料理。後來更獲韓國KBS電視台邀請到現場觀看當地歌謠節目《MUSIC BANK》，節目中有Beast、Kara、B.A.P等韓流明星參與。2013年10月，她出席了由SIA Awards 2013和韓國娛樂公司YG Entertainment主辦的真人選秀節目《WIN Who’s next》決賽，近距離接觸少女時代、G-Dragon、Crayon Pop等韓國藝員。
楊崢熱愛韓國文化，除了進修韓文外，還在節目《一圈圈》內《韓圈中的楊崢》環節，訪問多位韓國人氣巨星，當中包括韓國超紅組合Super Junior M成員周覓、韓國新進女子組合A Pink、神話組合成員Jun Jin、人氣男子組合Infinite、超紅女子組合Crayon Pop和韓劇拜託機長花樣男子女主角具惠善等等。

### 公益活動
楊崢向來熱心公益，支持樂施會、匡智會和扶康會等。她為香港首位模特兒擔任樂施大使，遠赴印度以至非洲探訪，體驗貧窮生活。此外，她致力參與扶貧活動，例如公平交易活動，支持為發展中國家的農民、中英劇團主辦的《2009室的細路》籌款場、站台分享中國大陸水災的賑災情況及國際滅貧日等。
此外，楊崢本身為資深潛水員，擁有開放水域潛水員牌照（Open Water Diver）和進階潛水員牌（Advanced Diver）。她曾經為香港電台電視部演出了兩輯《海底漫遊》，以潛水員節目主持角色帶領觀眾觀察海底，將未被破壞的海洋生態呈現大家眼前，令到更多人士關注海洋生態，呼籲大眾保護環境。

## 感情生活
2014年2月初被爆出與比她年輕將近九年的香港藝人黃宗澤譜出姐弟戀，之後兩人均公開承認戀情，“黃楊戀”更成為城中熱話，但後來以分手為結局。

## 演出作品

### 有線電視
- 2014：《拉近文化》
- 2015：《為食情報局》

### 無綫電視
- 2006：《更上一層樓》（第二輯）
- 2007：《我愛葡萄園》
- 2007：《蔡瀾逛菜欄》
- 2008：《更上一層樓》（第四輯）
- 2009：《香港獨家之茶餐廳篇》
- 2009：《名園美食遊》
- 2010：《上海世博最知味》
- 2010：《中華福地》
- 2013：《爾巒品味意國》
- 2015：《酒遍全世界2》
- 2016：《夢想車華》
- 2016：《夜宵磨》

### 亞洲電視
- 2004：《開心大發現》

### 香港電台
- 2001：《反斗英語2》第一輯
- 2001：《姿色改變命運》
- 2001：《樓上樓下之天水人間》
- 2007：《海底漫遊系列》第一輯
- 2009：《海底漫遊系列》第二輯
- 2011：《廉政行動2011》
- 2013：《力創驕陽》

### 商業電台
- 《一圈圈》

### now TV
- 2013：《星級生意經》

### 電影
- 1997：《記得香蕉成熟時3：為你鍾情》
- 1998：《幻影特攻》
- 2010：《火龍》

### 廣告
- 頂好牌沙律醬

- 潘婷護髮素香港代言人
- FANCL MCO CLEANSING OIL 代言人
- 全城有機日
- 美津村平面廣告
- 日本白兔牌HYTHIOL﹣C PREMIERE代言人
- 美的電器平面廣告
- TULIP特級低鹽午餐肉平面廣告
- 渣打數碼銀行服務

### 專欄
- 2015~至今：晴報 《星期五楊崢》
- 2018~至今：蘋果日報 《楊崢心導遊》

## 曾經參與電視節目
- 《拉近文化》
- 《百法百眾》
- 《Game"15,16"》
- 《食到篤問到篤》
- 《美女廚房》
- 《味分高下》
- 《星級廚房》
- 《星星同學會》
- 《名人飯堂》
- 《財智達人》
- 《掌故王》
- 《千奇百趣》
- 《和味蘇》
- 《為食總司令》
- 《變身男女CHOK CHOK CHOK》
- 《食得風騷》
- 《香港美食100強》
- 《潮玩潮食》
- 《美味關係》
- 《肥媽老友記》
- 《星級診証室》
- 《Vinci's code》

## 外部連結
- 楊崢的Instagram帳戶
- （页面存档备份，存于） 楊崢官方網頁
- （页面存档备份，存于） 楊崢官方網誌
- （页面存档备份，存于） 楊崢-新浪微博
- （页面存档备份，存于） Profile of fashion model Vanessa Yeung
- Vanessa Yeung楊崢Fan Page （页面存档备份，存于）
  - 《For Two in 32 minutes　把米芝蓮廚藝帶回家》 （页面存档备份，存于）